# Chlosyne misera
Chlosyne misera är en fjärilsart som beskrevs av Felder 1869. Chlosyne misera ingår i släktet Chlosyne och familjen praktfjärilar. Inga underarter finns listade i Catalogue of Life.